# Paolo Rondelli
Paolo Rondelli (San Marino - 17 de junho de 1963) é um político e diplomata sammarinês.

## Carreira
Estudou engenharia química na Universidade de Bolonha e se formou em 1990 com uma tese sobre "Riscos associados ao transporte de substâncias tóxicas". Em 1994 e 1995, estudou ciência e tecnologia ambiental - também na Universidade de Bolonha. Em maio de 2010, Rondelli obteve um mestrado em Jornalismo de um programa das Universidades de Urbino e Tor Vergata em Roma. No mesmo ano, Rondelli se formou na Faculdade de Letras da Universidade de Bolonha com uma tese intitulada "Democracias em transição: estado de jovens e idosos, herança do futuro".
Como engenheiro, Rondelli especializou-se em questões ambientais e de desenvolvimento sustentável e trabalhou como engenheiro júnior no Grupo SOL SpA na Itália de março de 1989 a março de 1990 e depois como engenheiro júnior no Grupo ENI de maio de 1991 a julho de 1993. Em 1993, ingressou na administração de San Marinese e foi contratado pela primeira vez como especialista em tecnologia e meio ambiente no Instituto de Seguridade Social e Saúde, onde trabalhou de julho de 1993 a novembro de 1998. Foi então transferido para o Departamento de Serviços Corporativos, onde permaneceu até julho de 2001. Nesse mês, foi nomeado Coordenador do Departamento de Território.
De outubro de 2006 a maio de 2007, Rondelli foi Representante Especial do Presidente do Comitê de Ministros da Sérvia e Montenegro no Conselho da Europa e Relator do Comitê de Desenvolvimento Sustentável de abril de 2005 a maio de 2010.
De 25 de julho de 2007 a outubro de 2016, Rondelli foi embaixador de San Marino nos Estados Unidos . Ele apresentou suas credenciais ao presidente George W. Bush em 25 de julho de 2007.  De acordo com o Departamento de Estado dos EUA, os dois países estão "em excelentes condições".
Desde 2019, é membro do Parlamento San Marinese pelo Movimento RETE .
Em março de 2022 Rondelli foi eleito como um dos dois novos capitães regentes de San Marino, para servir de 1 de abril de 2022 a 1 de outubro de 2022.